# Adyge-Chabl'skij rajon
L'Adyge-Chabl'skij rajon (in russo Адыге-Хабльский район?) è un municipal'nyj rajon della Repubblica autonoma della Karačaj-Circassia, in Caucaso.